# 东坑镇 (靖边县)
东坑镇，是中华人民共和国陕西省榆林市靖边县下辖的一个乡镇级行政单位。

## 行政区划
东坑镇下辖以下地区：
东坑村、新建村、陆家山村、四十里铺村、东胜村、毛窑村、沙渠村、黄家峁村、宋渠村、伊当湾村、硬地梁村、金鸡沙村、毛团村、小桥畔村、羊羔山村、三岔渠村、车路壕村、曹崾先村、大阳湾村和新桥农场。